# Liste der olympischen Medaillengewinner aus Finnland/Winter
Dieser Teil der Liste der olympischen Medaillengewinner aus Finnland enthält die Medaillengewinner der Olympischen Winterspiele aus Finnland. Für die Sommerspiele siehe Liste der olympischen Medaillengewinner aus Finnland/Sommer.
Finnland ist ein traditionelles Wintersportland. In der Nationenwertung ist das Land mit 161 Medaillen, davon 42 Gold, 62 Silber und 57 Bronze, auf Platz 9. Inklusive der Medaillen in Mannschafts- und Staffeldisziplinen gewannen 244 finnische Wintersportler insgesamt 401 olympische Medaillen (67 Gold, 142 Silber und 197 Bronze). Am bedeutendsten sind die Finnen im nordischen Skisport mit 94 Medaillengewinnern sowie im Eishockey (116 Medaillengewinner bei bisher acht Mannschaftsmedaillen). Im Alpinen Skisport gab es dagegen erst eine Medaille durch Tanja Poutiainen, und bei den Sportarten im Eiskanal konnte noch nie ein finnischer Teilnehmer einen der ersten drei Plätze belegen.
Mit je 7 Medaillen sind die Langläufer Veikko Hakulinen, Marja-Liisa Kirvesniemi, Eero Mäntyranta sowie der Eisschnellläufer Clas Thunberg die finnischen Olympiateilnehmer mit den meisten Medaillen bei Winterspielen. Marja-Liisa Kirvesniemi ist dabei auch erfolgreichste weibliche Sportlerin Finnlands bei Olympischen Spielen überhaupt. Eine Besonderheit sind die beiden Eiskunstläufer Ludowika Jakobsson und Walter Jakobsson. Bei ihrem Sieg 1920 war Eiskunstlauf noch eine Disziplin bei den Sommerspielen in Antwerpen. Da sie vier Jahre später bei den ersten Olympischen Winterspielen von Chamonix Silber gewannen, sind sie die einzigen finnischen Sportler, die sowohl bei Sommer- als auch Winterspielen erfolgreich waren.
(Stand: 1. März 2010)
| Name                    | Sportart          | Disziplin | G | S | B | Gesamt |
| ----------------------- | ----------------- | --- | - | - | - | ------ |
| A ↑↑                    |                   | |   |   |   |        |
| Janne Ahonen            | Ski Nordisch      | Salt Lake City 2002 - Silber: Skisprung Mannschaft Turin 2006 - Silber: Skisprung Mannschaft | 0 | 2 | 0 | 2      |
| Mika Alatalo            | Eishockey         | Lillehammer 1994 - Bronze: Männer | 0 | 0 | 1 | 1      |
| Toimi Alatalo           | Ski Nordisch      | Squaw Valley 1960 - Gold: Langlauf 4 × 10 km Staffel | 1 | 0 | 0 | 1      |
| B ↑↑                    |                   | |   |   |   |        |
| Niklas Bäckström        | Eishockey         | Turin 2006 - Silber: Männer Vancouver 2010 - Bronze: Männer | 0 | 1 | 1 | 2      |
| Aki-Petteri Berg        | Eishockey         | Nagano 1998 - Bronze: Männer Turin 2006 - Silber: Männer | 0 | 1 | 1 | 2      |
| Timo Blomqvist          | Eishockey         | Calgary 1988 - Silber: Männer | 0 | 1 | 0 | 1      |
| Väinö Bremer            | Militärpatrouille | Chamonix 1924 - Silber: Militärpatrouille 30 km | 0 | 1 | 0 | 1      |
| C ↑↑                    |                   | |   |   |   |        |
| E ↑↑                    |                   | |   |   |   |        |
| Harri Eloranta          | Biathlon          | Albertville 1992 - Bronze: 10 km | 0 | 0 | 1 | 1      |
| Kari Eloranta           | Eishockey         | Calgary 1988 - Silber: Männer | 0 | 1 | 0 | 1      |
| August Eskelinen        | Militärpatrouille | Chamonix 1924 - Silber: Militärpatrouille 30 km | 0 | 1 | 0 | 1      |
| F ↑↑                    |                   | |   |   |   |        |
| Valtteri Filppula       | Eishockey         | Vancouver 2010 - Bronze: Männer | 0 | 0 | 1 | 1      |
| Sari Fisk               | Eishockey         | Nagano 1998 - Bronze: Frauen | 0 | 0 | 1 | 1      |
| Henrik Flöjt            | Biathlon          | Innsbruck 1976 - Silber: Staffel 4 × 7,5 km | 0 | 1 | 0 | 1      |
| Jaakko Friman           | Eisschnelllauf    | St. Moritz 1928 - Bronze: 500 m | 0 | 0 | 1 | 1      |
| G ↑↑                    |                   | |   |   |   |        |
| Tuomas Grönman          | Eishockey         | Nagano 1998 - Bronze: Männer | 0 | 0 | 1 | 1      |
| H ↑↑                    |                   | |   |   |   |        |
| Niklas Hagman           | Eishockey         | Turin 2006 - Silber: Männer Vancouver 2010 - Bronze: Männer | 0 | 1 | 1 | 2      |
| Veikko Hakulinen        | Ski Nordisch      | Oslo 1952 - Gold: Langlauf 50 km Cortina d’Ampezzo 1956 - Gold: Langlauf 30 km, Silber: Langlauf 50 km, Langlauf 4 × 10 km Staffel Squaw Valley 1960 - Gold: Langlauf 4 × 10 km Staffel, Silber: Langlauf 50 km, Bronze: Langlauf 15 km                                               | 3 | 3 | 1 | 7      |
| Niilo Halonen           | Ski Nordisch      | Squaw Valley 1960 - Silber: Normalschanze | 0 | 1 | 0 | 1      |
| Kalevi Hämäläinen       | Ski Nordisch      | Squaw Valley 1960 - Gold: Langlauf 50 km | 1 | 0 | 0 | 1      |
| Vesa Hämäläinen         | Eishockey         | Lillehammer 1994 - Bronze: Männer | 0 | 0 | 1 | 1      |
| Kirsi Hänninen          | Eishockey         | Nagano 1998 - Bronze: Frauen | 0 | 0 | 1 | 1      |
| Janne Happonen          | Ski Nordisch      | Turin 2006 - Silber: Skisprung Mannschaft | 0 | 1 | 0 | 1      |
| Heikki Hasu             | Ski Nordisch      | St. Moritz 1948 - Gold: Nordische Kombination Oslo 1952 - Gold: Langlauf 4 × 10 km Staffel, Silber: Nordische Kombination Einzel | 2 | 1 | 0 | 3      |
| Matti Hautamäki         | Ski Nordisch      | Salt Lake City 2002 - Silber: Skisprung Mannschaft Turin 2006 - Silber: Skisprung Normalschanze, Mannschaft, Bronze: Skisprung Großschanze | 0 | 3 | 1 | 4      |
| Anne Helin              | Eishockey         | Vancouver 2010 - Bronze: Frauen | 0 | 0 | 1 | 1      |
| Raimo Helminen          | Eishockey         | Calgary 1988 - Silber: Männer Lillehammer 1994 - Bronze: Männer Nagano 1998 - Bronze: Männer | 0 | 1 | 2 | 3      |
| Jukka Hentunen          | Eishockey         | Turin 2006 - Silber: Männer | 0 | 1 | 0 | 1      |
| Mirja Hietamies         | Ski Nordisch      | Oslo 1952 - Silber: Langlauf 10 km Cortina d’Ampezzo 1956 - Gold: Langlauf 3 × 5 km Staffel | 1 | 1 | 0 | 2      |
| Jenni Hiirikoski        | Eishockey         | Vancouver 2010 - Bronze: Frauen | 0 | 0 | 1 | 1      |
| Heikki Hirvonen         | Militärpatrouille | Chamonix 1924 - Silber: Militärpatrouille 30 km | 0 | 1 | 0 | 1      |
| Venla Hovi              | Eishockey         | Vancouver 2010 - Bronze: Frauen | 0 | 0 | 1 | 1      |
| Martti Huhtala          | Ski Nordisch      | St. Moritz 1948 - Silber: Nordische Kombination | 0 | 1 | 0 | 1      |
| Väinö Huhtala           | Ski Nordisch      | Squaw Valley 1960 - Gold: Langlauf 4 × 10 km Staffel Innsbruck 1964 - Silber: Langlauf 4 × 10 km Staffel | 1 | 1 | 0 | 2      |
| Satu Huotari            | Eishockey         | Nagano 1998 - Bronze: Frauen | 0 | 0 | 1 | 1      |
| Eevi Huttunen           | Eisschnelllauf    | Squaw Valley 1960 - Bronze: 3000 m | 0 | 0 | 1 | 1      |
| Antti Hyvärinen         | Ski Nordisch      | Cortina d’Ampezzo 1956 - Gold: Normalschanze | 1 | 0 | 0 | 1      |
| Eija Hyytiäinen         | Ski Nordisch      | Sarajevo 1984 - Bronze: Langlauf 4 × 5 km Staffel | 0 | 0 | 1 | 1      |
| I ↑↑                    |                   | |   |   |   |        |
| Marianne Ihalainen      | Eishockey         | Nagano 1998 - Bronze: Frauen | 0 | 0 | 1 | 1      |
| Heikki Ikola            | Biathlon          | Sapporo 1972 - Silber: 4 × 7,5-Kilometer-Staffellauf Innsbruck 1976 - Silber: 20 km, Staffel 4 × 7,5 km | 0 | 3 | 0 | 3      |
| Johanna Ikonen          | Eishockey         | Nagano 1998 - Bronze: Frauen | 0 | 0 | 1 | 1      |
| Jarkko Immonen          | Eishockey         | Vancouver 2010 - Bronze: Männer | 0 | 0 | 1 | 1      |
| Jari Isometsä           | Ski Nordisch      | Albertville 1992 - Bronze: Langlauf 4 × 10 km Staffel Lillehammer 1994 - Bronze: Langlauf 4 × 10 km Staffel Nagano 1998 - Bronze: Langlauf 4 × 10 km Staffel | 0 | 0 | 3 | 3      |
| J ↑↑                    |                   | |   |   |   |        |
| Ludowika Jakobsson      | Eiskunstlauf      | Antwerpen 1920 - Gold: Paarlauf Chamonix 1924 - Silber: Paarlauf | 1 | 1 | 0 | 2      |
| Walter Jakobsson        | Eiskunstlauf      | Antwerpen 1920 - Gold: Paarlauf Chamonix 1924 - Silber: Paarlauf | 1 | 1 | 0 | 2      |
| Kalle Jalkanen          | Ski Nordisch      | Garmisch-Partenkirchen 1936 - Gold: Langlauf 4 × 10 km | 1 | 0 | 0 | 1      |
| Iiro Järvi              | Eishockey         | Calgary 1988 - Silber: Männer | 0 | 1 | 0 | 1      |
| Sami Jauhojärvi         | Ski Nordisch      | Sotschi 2014 - Gold: Teamsprint Herren | 1 | 0 | 0 | 1      |
| Jussi Jokinen           | Eishockey         | Turin 2006 - Silber: Männer | 0 | 1 | 0 | 1      |
| Olli Jokinen            | Eishockey         | Turin 2006 - Silber: Männer Vancouver 2010 - Bronze: Männer | 0 | 1 | 1 | 2      |
| Risto Jussilainen       | Ski Nordisch      | Salt Lake City 2002 - Silber: Skisprung Mannschaft | 0 | 1 | 0 | 1      |
| Timo Jutila             | Eishockey         | Lillehammer 1994 - Bronze: Männer | 0 | 0 | 1 | 1      |
| K ↑↑                    |                   | |   |   |   |        |
| Marjatta Kajosmaa       | Ski Nordisch      | Sapporo 1972 - Silber: Langlauf 5 km, Langlauf 3 × 5 km Staffel Innsbruck 1976 - Silber: Langlauf 4 × 5 km Staffel, Bronze: Langlauf 10 km | 0 | 3 | 1 | 4      |
| Aulis Kallakorpi        | Ski Nordisch      | Cortina d’Ampezzo 1956 - Silber: Normalschanze | 0 | 1 | 0 | 1      |
| Veikko Kankkonen        | Ski Nordisch      | Innsbruck 1964 - Gold: Skispringen Normalschanze, Silber: Skispringen Großschanze | 1 | 1 | 0 | 2      |
| Niko Kapanen            | Eishockey         | Turin 2006 - Silber: Männer Vancouver 2010 - Bronze: Männer | 0 | 1 | 1 | 2      |
| Sami Kapanen            | Eishockey         | Lillehammer 1994 - Bronze: Männer Nagano 1998 - Bronze: Männer | 0 | 0 | 2 | 2      |
| Jouko Karjalainen       | Ski Nordisch      | Lake Placid 1980 - Silber: Nordische Kombination Einzel Sarajevo 1984 - Silber: Nordische Kombination | 0 | 2 | 0 | 2      |
| Klaes Karppinen         | Ski Nordisch      | Garmisch-Partenkirchen 1936 - Gold: Langlauf 4 × 10 km | 1 | 0 | 0 | 1      |
| Michelle Karvinen       | Eishockey         | Vancouver 2010 - Bronze: Frauen | 0 | 0 | 1 | 1      |
| Aki Karvonen            | Ski Nordisch      | Sarajevo 1984 - Silber: Langlauf 15 km, Bronze: Langlauf 50 km, Langlauf 4 × 10 km Staffel | 0 | 1 | 2 | 3      |
| Esa Keskinen            | Eishockey         | Calgary 1988 - Silber: Männer Lillehammer 1994 - Bronze: Männer | 0 | 1 | 1 | 2      |
| Kalle Kiiskinen         | Curling           | Turin 2006 - Silber: Mannschaft | 0 | 1 | 0 | 1      |
| Marko Kiprusoff         | Eishockey         | Lillehammer 1994 - Bronze: Männer | 0 | 0 | 1 | 1      |
| Miikka Kiprusoff        | Eishockey         | Vancouver 2010 - Bronze: Männer | 0 | 0 | 1 | 1      |
| Harri Kirvesniemi       | Ski Nordisch      | Lake Placid 1980 - Bronze: Langlauf 4 × 10 km Staffel Sarajevo 1984 - Bronze: Langlauf 15 km, Langlauf 4 × 10 km Staffel Albertville 1992 - Bronze: Langlauf 4 × 10 km Staffel Lillehammer 1994 - Bronze: Langlauf 4 × 10 km Staffel Nagano 1998 - Bronze: Langlauf 4 × 10 km Staffel | 0 | 0 | 6 | 6      |
| Marja-Liisa Kirvesniemi | Ski Nordisch      | Sarajevo 1984 - Gold: Langlauf 5 km, Langlauf 10 km, Langlauf 20 km, Bronze: Langlauf 4 × 5 km Staffel Calgary 1988 - Bronze: Langlauf 4 × 5 km Staffel Lillehammer 1994 - Bronze: Langlauf 5 km, Langlauf 30 km                                                                      | 3 | 0 | 4 | 7      |
| August Kiuru            | Ski Nordisch      | St. Moritz 1948 - Silber: Langlauf 4 × 10 km Cortina d’Ampezzo 1956 - Silber: Langlauf 4 × 10 km Staffel | 0 | 2 | 0 | 2      |
| Tami Kiuru              | Ski Nordisch      | Turin 2006 - Silber: Skisprung Mannschaft | 0 | 1 | 0 | 1      |
| Arto Koivisto           | Ski Nordisch      | Innsbruck 1976 - Gold: Langlauf 4 × 10 km Staffel, Bronze: Langlauf 15 km | 1 | 0 | 1 | 2      |
| Mikko Koivu             | Eishockey         | Turin 2006 - Silber: Männer Vancouver 2010 - Bronze: Männer | 0 | 1 | 1 | 2      |
| Saku Koivu              | Eishockey         | Lillehammer 1994 - Bronze: Männer Nagano 1998 - Bronze: Männer Turin 2006 Silber: Männer Vancouver 2010 - Bronze: Männer | 0 | 1 | 3 | 4      |
| Anssi Koivuranta        | Ski Nordisch      | Turin 2006 - Bronze: Nordische Kombination Mannschaft | 0 | 0 | 1 | 1      |
| Eero Kolehmainen        | Ski Nordisch      | Oslo 1952 - Silber: Langlauf 50 km | 0 | 1 | 0 | 1      |
| Urpo Korhonen           | Ski Nordisch      | Oslo 1952 - Gold: Langlauf 4 × 10 km Staffel | 1 | 0 | 0 | 1      |
| Jorma Kortelainen       | Ski Nordisch      | Cortina d’Ampezzo 1956 - Silber: Langlauf 4 × 10 km Staffel | 0 | 1 | 0 | 1      |
| Sari Krooks             | Eishockey         | Nagano 1998 - Bronze: Frauen | 0 | 0 | 1 | 1      |
| Markku Koski            | Snowboarden       | Turin 2006 - Bronze: Halfpipe | 0 | 0 | 1 | 1      |
| Antti Kuisma            | Ski Nordisch      | Turin 2006 - Bronze: Nordische Kombination Mannschaft | 0 | 0 | 1 | 1      |
| Mira Kuisma             | Eishockey         | Vancouver 2010 - Bronze: Frauen | 0 | 0 | 1 | 1      |
| Virpi Kuitunen          | Ski Nordisch      | Turin 2006 - Bronze: Langlauf Team-Sprint Vancouver 2010 - Bronze: 4 × 5 km Staffel | 0 | 0 | 2 | 2      |
| Pasi Kuivalainen        | Eishockey         | Lillehammer 1994 - Bronze: Männer | 0 | 0 | 1 | 1      |
| Lasse Kukkonen          | Eishockey         | Vancouver 2010 - Bronze: Männer | 0 | 0 | 1 | 1      |
| Jari Kurri              | Eishockey         | Nagano 1998 - Bronze: Männer | 0 | 0 | 1 | 1      |
| Mika Kuusisto           | Ski Nordisch      | Albertville 1992: Bronze: Langlauf 4 × 10 km Staffel | 0 | 0 | 1 | 1      |
| Anne Kyllönen           | Ski Nordisch      | Sotschi 2014 - Silber: 4 × 5 km Staffel | 0 | 1 | 0 | 1      |
| L ↑↑                    |                   | |   |   |   |        |
| Risto Laakkonen         | Ski Nordisch      | Albertville 1992 - Gold: Skispringen Mannschaft | 1 | 0 | 0 | 1      |
| Antti Laaksonen         | Eishockey         | Turin 2006 - Silber: Männer | 0 | 1 | 0 | 1      |
| Emma Laaksonen          | Eishockey         | Nagano 1998 - Bronze: Frauen Vancouver 2010 - Bronze: Frauen | 0 | 0 | 2 | 2      |
| Matti Lähde             | Ski Nordisch      | Garmisch-Partenkirchen 1936 - Gold: Langlauf 4 × 10 km | 1 | 0 | 0 | 1      |
| Krista Lähteenmäki      | Ski Nordisch      | Sotschi 2014 - Silber: 4 × 5 km Staffel | 0 | 1 | 0 | 1      |
| Janne Lahtela           | Freestyle-Skiing  | Nagano 1998 - Silber: Buckelpiste Salt Lake City 2002 - Gold: Buckelpiste | 1 | 1 | 0 | 2      |
| Erkki Laine             | Eishockey         | Calgary 1988 - Silber: Männer | 0 | 1 | 0 | 1      |
| Kari Laitinen           | Eishockey         | Calgary 1988 - Silber: Männer | 0 | 1 | 0 | 1      |
| Mika Laitinen           | Ski Nordisch      | Albertville 1992 - Gold: Skispringen Mannschaft | 1 | 0 | 0 | 1      |
| Samppa Lajunen          | Ski Nordisch      | Nagano 1998 - Silber: Nordische Kombination Einzel, Mannschaft Salt Lake City 2002 - Gold: Nord. Kombination Sprint, Einzel, Mannschaft | 3 | 2 | 0 | 5      |
| Pentti Lammio           | Eisschnelllauf    | St. Moritz 1948 - Bronze: 10.000 m | 0 | 0 | 1 | 1      |
| Sanna Lankosaari        | Eishockey         | Nagano 1998 - Bronze: Frauen | 0 | 0 | 1 | 1      |
| Martti Lappalainen      | Militärpatrouille | Chamonix 1924 - Silber: Militärpatrouille 30 km | 0 | 1 | 0 | 1      |
| Janne Laukkanen         | Eishockey         | Lillehammer 1994 - Bronze: Männer Nagano 1998 - BronzeMänner | 0 | 0 | 2 | 2      |
| Teuvo Laukkanen         | Ski Nordisch      | St. Moritz 1948 - Silber: Langlauf 4 × 10 km | 0 | 1 | 0 | 1      |
| Kalevi Laurila          | Ski Nordisch      | Innsbruck 1964 - Silber: Langlauf 4 × 10 km Staffel Grenoble 1968 - Bronze: Langlauf 4 × 10 km Staffel | 0 | 1 | 1 | 2      |
| Tero Lehterä            | Eishockey         | Lillehammer 1994 - Bronze: Männer | 0 | 0 | 1 | 1      |
| Marika Lehtimäki        | Eishockey         | Nagano 1998 - Bronze: Frauen | 0 | 0 | 1 | 1      |
| Jere Lehtinen           | Eishockey         | Lillehammer 1994 - Bronze: Männer Nagano 1998 - Bronze: Männer Turin 2006 - Silber: Männer Vancouver 2010 - Bronze: Männer | 0 | 1 | 3 | 4      |
| Katia Lehto             | Eishockey         | Nagano 1998 - Bronze: Frauen | 0 | 0 | 1 | 1      |
| Erkki Lehtonen          | Eishockey         | Calgary 1988 - Silber: Männer | 0 | 1 | 0 | 1      |
| Mirja Lehtonen          | Ski Nordisch      | Innsbruck 1964 - Silber: Langlauf 5 km, Bronze: Langlauf 3 × 5 km Staffel | 0 | 1 | 1 | 2      |
| Sami Lepistö            | Eishockey         | Vancouver 2010 - Bronze: Männer | 0 | 0 | 1 | 1      |
| Väinö Liikkanen         | Ski Nordisch      | Lake Placid 1932 - Silber: Langlauf 50 km | 0 | 1 | 0 | 1      |
| Juha Lind               | Eishockey         | Nagano 1998 - Bronze: Männer | 0 | 0 | 1 | 1      |
| Rosa Lindstedt          | Eishockey         | Vancouver 2010 - Bronze: Frauen | 0 | 0 | 1 | 1      |
| Veli-Matti Lindström    | Ski Nordisch      | Salt Lake City 2002 - Silber: Skisprung Mannschaft | 0 | 1 | 0 | 1      |
| Paavo Lonkila           | Ski Nordisch      | Oslo 1952 - Gold: Langlauf 4 × 10 km Staffel, Bronze: Langlauf 18 km | 1 | 0 | 1 | 2      |
| Jyrki Lumme             | Eishockey         | Calgary 1988 - Silber: Männer Nagano 1998 - Bronze: Männer | 0 | 1 | 1 | 2      |
| Toni Lydman             | Eishockey         | Turin 2006 - Silber: Männer Vancouver 2010 - Bronze: Männer | 0 | 1 | 1 | 2      |
| M ↑↑                    |                   | |   |   |   |        |
| Pirkko Määttä           | Ski Nordisch      | Sarajevo 1984 - Bronze: Langlauf 4 × 5 km Staffel Calgary 1988 - Bronze: Langlauf 4 × 5 km Staffel | 0 | 0 | 2 | 2      |
| Mikko Mäkelä            | Eishockey         | Lillehammer 1994 - Bronze: Männer | 0 | 0 | 1 | 1      |
| Tapio Mäkelä            | Ski Nordisch      | Oslo 1952 - Gold: Langlauf 4 × 10 km Staffel, Silber: Langlauf 18 km | 1 | 1 | 0 | 2      |
| Wille Mäkelä            | Curling           | Turin 2006 - Silber: Mannschaft | 0 | 1 | 0 | 1      |
| Hannu Manninen          | Ski Nordisch      | Nagano 1998 - Silber: Nordische Kombination Mannschaft Salt Lake City 2002 - Gold: Nordische Kombination Mannschaft Turin 2006 - Bronze: Nordische Kombination Mannschaft | 1 | 1 | 1 | 3      |
| Jari Mantila            | Ski Nordisch      | Nagano 1998 - Silber: Nordische Kombination Mannschaft Salt Lake City 2002 - Gold: Nordische Kombination Mannschaft | 1 | 1 | 0 | 2      |
| Eero Mäntyranta         | Ski Nordisch      | Squaw Valley 1960 - Gold: Langlauf 4 × 10 km Staffel Innsbruck 1964 - Gold: Langlauf 15 km, Langlauf 30 km, Silber: Langlauf 4 × 10 km Staffel Grenoble 1968 - Silber: Langlauf 15 km, Bronze: Langlauf 30 km, Langlauf 4 × 10 km Staffel                                             | 3 | 2 | 2 | 7      |
| Marjo Matikainen        | Ski Nordisch      | Sarajevo 1984 - Bronze: Langlauf 4 × 5 km Staffel Calgary 1988 - Gold: Langlauf 5 km, Bronze: Langlauf 10 km, Langlauf 4 × 5 km Staffel | 1 | 0 | 3 | 4      |
| Terhi Mertanen          | Eishockey         | Vancouver 2010 - Bronze: Frauen | 0 | 0 | 1 | 1      |
| Juha Mieto              | Ski Nordisch      | Innsbruck 1976 - Gold: Langlauf 4 × 10 km Staffel Lake Placid 1980 - Silber: Langlauf 15 km, Langlauf 50 km, Bronze: Langlauf 4 × 10 km Staffel Sarajevo 1984 - Bronze: Langlauf 4 × 10 km Staffel                                                                                    | 1 | 2 | 2 | 5      |
| Antti Miettinen         | Eishockey         | Vancouver 2010 - Bronze: Männer | 0 | 0 | 1 | 1      |
| Rauno Miettinen         | Ski Nordisch      | Sapporo 1972 - Silber: Nordische Kombination | 0 | 1 | 0 | 1      |
| Reijo Mikkolainen       | Eishockey         | Calgary 1988 - Silber: Männer | 0 | 1 | 0 | 1      |
| Kaija Mustonen          | Eisschnelllauf    | Innsbruck 1964 - Silber: 1500 Meter, Bronze: 1000 Meter Grenoble 1968 - Gold: 1500 Meter, Silber: 3000 Meter | 1 | 2 | 1 | 4      |
| Pirjo Muranen           | Ski Nordisch      | Vancouver 2010 - Bronze: 4 × 5 km Staffel | 0 | 0 | 1 | 1      |
| Sami Mustonen           | Freestyle-Skiing  | Nagano 1998 - Bronze: Buckelpiste | 0 | 0 | 1 | 1      |
| Mika Myllylä            | Ski Nordisch      | Lillehammer 1994 - Silber: Langlauf 50 km, Bronze: Langlauf 30 km, Langlauf 4 × 10 km Staffel Nagano 1998 - Gold: Langlauf 30 km, Bronze: Langlauf 10 km, Langlauf 4 × 10 km Staffel                                                                                                  | 1 | 1 | 4 | 6      |
| Jarmo Myllys            | Eishockey         | Calgary 1988 - Silber: Männer Lillehammer 1994 - Bronze: Männer Nagano 1998 - Bronze: Männer | 0 | 1 | 2 | 3      |
| N ↑↑                    |                   | |   |   |   |        |
| Antti-Jussi Niemi       | Eishockey         | Turin 2006 - Silber: Männer | 0 | 1 | 0 | 1      |
| Pekka Niemi             | Ski Nordisch      | Garmisch-Partenkirchen 1936 - Bronze: Langlauf 18 km | 0 | 0 | 1 | 1      |
| Mika Nieminen           | Eishockey         | Lillehammer 1994 - Bronze: Männer Nagano 1998 - Bronze: Männer | 0 | 0 | 2 | 2      |
| Riikka Nieminen         | Eishockey         | Nagano 1998 - Bronze: Frauen | 0 | 0 | 1 | 1      |
| Toni Nieminen           | Ski Nordisch      | Albertville 1992 - Gold: Skispringen Großschanze, Skispringen Mannschaft, Bronze: Skispringen Normalschanze | 2 | 0 | 1 | 3      |
| Ville Nieminen          | Eishockey         | Turin 2006 - Silber: Männer | 0 | 1 | 0 | 1      |
| Janne Niinimaa          | Eishockey         | Nagano 1998 - Bronze: Männer | 0 | 0 | 1 | 1      |
| Antero Niittymäki       | Eishockey         | Turin 2006 - Silber: Männer Vancouver 2010 - Bronze: Männer | 0 | 1 | 1 | 2      |
| Ari-Pekka Nikkola       | Ski Nordisch      | Calgary 1988 - Gold: Skispringen Mannschaft Albertville 1992 - Gold: Skispringen Mannschaft | 2 | 0 | 0 | 2      |
| Tapani Niku             | Ski Nordisch      | Chamonix 1924 - Bronze: 18 km | 0 | 0 | 1 | 1      |
| Janne Niskala           | Eishockey         | Vancouver 2010 - Bronze: Männer | 0 | 0 | 1 | 1      |
| Iivo Niskanen           | Ski Nordisch      | Sotschi 2014 - Gold: Teamsprint Herren - Gold: 50 km Herren | 2 | 0 | 0 | 2      |
| Kerttu Niskanen         | Ski Nordisch      | Sotschi 2014 - Silber: Teamsprint Damen, 4 × 5 km Staffel | 0 | 2 | 0 | 2      |
| Fredrik Norrena         | Eishockey         | Turin 2006 - Silber: Männer | 0 | 1 | 0 | 1      |
| Petteri Nummelin        | Eishockey         | Turin 2006 - Silber: Männer | 0 | 1 | 0 | 1      |
| Teppo Numminen          | Eishockey         | Calgary 1988 - Silber: Männer Nagano 1998 - Bronze: Männer Turin 2006 - Silber: Männer | 0 | 2 | 1 | 3      |
| Sulo Nurmela            | Ski Nordisch      | Garmisch-Partenkirchen 1936 - Gold: Langlauf 4 × 10 km | 1 | 0 | 0 | 1      |
| Tapio Nurmela           | Ski Nordisch      | Nagano 1998 - Silber: Nordische Kombination Mannschaft | 0 | 1 | 0 | 1      |
| Matti Nykänen           | Ski Nordisch      | Sarajevo 1984 - Gold: Skispringen Großschanze, Silber: Skispringen Normalschanze Calgary 1988 - Gold: Skispringen Großschanze, Normalschanze, Skispringen Mannschaft | 4 | 1 | 0 | 5      |
| O ↑↑                    |                   | |   |   |   |        |
| Kalevi Oikarainen       | Ski Nordisch      | Grenoble 1968 - Bronze: Langlauf 4 × 10 km Staffel | 0 | 0 | 1 | 1      |
| Antero Ojala            | Eisschnelllauf    | Garmisch-Partenkirchen 1936 - Bronze: 5000 m | 0 | 0 | 1 | 1      |
| Janne Ojanen            | Eishockey         | Calgary 1988 - Silber: Männer Lillehammer 1994 - Bronze: Männer | 0 | 1 | 1 | 2      |
| P ↑↑                    |                   | |   |   |   |        |
| Marko Palo              | Eishockey         | Lillehammer 1994 - Bronze: Männer | 0 | 0 | 1 | 1      |
| Marja-Helena Pälvilä    | Eishockey         | Nagano 1998 - Bronze: Frauen | 0 | 0 | 1 | 1      |
| Lauri Parkkinen         | Eisschnelllauf    | St. Moritz 1948 - Silber: 10.000 m | 0 | 1 | 0 | 1      |
| Krista Pärmäkoski       | Ski Nordisch      | Pyeongchang 2018 - Silber: 30 km Damen - Bronze: 10 km Damen - Bronze: Skiathlon Damen | 0 | 1 | 2 | 3      |
| Ville Peltonen          | Eishockey         | Lillehammer 1994 - Bronze: Männer Nagano 1998 - Bronze: Männer Turin 2006 - Silber: Männer Vancouver 2010 - Bronze: Männer | 0 | 1 | 3 | 4      |
| Heidi Pelttari          | Eishockey         | Vancouver 2010 - Bronze: Frauen | 0 | 0 | 1 | 1      |
| Peetu Piiroinen         | Snowboard         | Vancouver 2010 - Silber: Halfpipe | 0 | 1 | 0 | 1      |
| Joni Pitkänen           | Eishockey         | Vancouver 2010 - Bronze: Männer | 0 | 0 | 1 | 1      |
| Matti Pitkänen          | Ski Nordisch      | Innsbruck 1976 - Gold: Langlauf 4 × 10 km Staffel Lake Placid 1980 - Bronze: Langlauf 4 × 10 km Staffel | 1 | 0 | 1 | 2      |
| Sirkka Polkunen         | Ski Nordisch      | Cortina d’Ampezzo 1956 - Gold: Langlauf 3 × 5 km Staffel | 1 | 0 | 0 | 1      |
| Mariia Posa             | Eishockey         | Vancouver 2010 - Bronze: Frauen | 0 | 0 | 1 | 1      |
| Tanja Poutiainen        | Ski Alpin         | Turin 2006 - Silber: Riesenslalom | 0 | 1 | 0 | 1      |
| Toini Pöysti            | Ski Nordisch      | Squaw Valley 1960 - Bronze: Langlauf 3 × 5 km Staffel Innsbruck 1964 - Bronze: Langlauf 3 × 5 km Staffel | 0 | 0 | 2 | 2      |
| Jari Puikkonen          | Ski Nordisch      | Lake Placid 1980 - Bronze: Skispringen Großschanze K120 Sarajevo 1984 - Bronze: Skispringen Normalschanze Calgary 1988 - Gold: Skispringen Mannschaft | 1 | 0 | 2 | 3      |
| Tuula Puputti           | Eishockey         | Nagano 1998 - Bronze: Frauen | 0 | 0 | 1 | 1      |
| Senja Pusula            | Ski Nordisch      | Innsbruck 1964 - Bronze: Langlauf 3 × 5 km Staffel | 0 | 0 | 1 | 1      |
| R ↑↑                    |                   | |   |   |   |        |
| Ville Räikkönen         | Biathlon          | Nagano 1998 - Bronze: 10 km | 0 | 0 | 1 | 1      |
| Annina Rajahuhta        | Eishockey         | Vancouver 2010 - Bronze: Frauen | 0 | 0 | 1 | 1      |
| Karoliina Rantamäki     | Eishockey         | Nagano 1998 - Bronze: Frauen Vancouver 2010 - Bronze:Frauen | 0 | 0 | 2 | 2      |
| Siiri Rantanen          | Ski Nordisch      | Oslo 1952 - Bronze: Langlauf 10 km Cortina d’Ampezzo 1956 - Gold: Langlauf 3 × 5 km Staffel Squaw Valley 1960 - Bronze: Langlauf 3 × 5 km Staffel | 1 | 0 | 2 | 3      |
| Jari Räsänen            | Ski Nordisch      | Albertville 1992 - Bronze: Langlauf 4 × 10 km Staffel Lillehammer 1994 - Bronze: Langlauf 4 × 10 km Staffel | 0 | 0 | 2 | 2      |
| Noora Räty              | Eishockey         | Vancouver 2010 - Bronze: Frauen | 0 | 0 | 1 | 1      |
| Tiia Reima              | Eishockey         | Nagano 1998 - Bronze: Frauen | 0 | 0 | 1 | 1      |
| Sami Repo               | Ski Nordisch      | Nagano 1998 - Bronze: Langlauf 4 × 10 km Staffel | 0 | 0 | 1 | 1      |
| Hilkka Riihivuori       | Ski Nordisch      | Sapporo 1972 - Silber: Langlauf 3 × 5 km Staffel Innsbruck 1976 - Silber: Langlauf 4 × 5 km Staffel Lake Placid 1980 - Silber: Langlauf 5 km, Langlauf 10 km | 0 | 4 | 0 | 4      |
| Katja Riipi             | Eishockey         | Nagano 1998 - Bronze: Frauen | 0 | 0 | 1 | 1      |
| Kimmo Rintanen          | Eishockey         | Nagano 1998 - Bronze: Männer | 0 | 0 | 1 | 1      |
| Kari Ristanen           | Ski Nordisch      | Sarajevo 1984 - Bronze: Langlauf 4 × 10 km Staffel | 0 | 0 | 1 | 1      |
| Marjut Rolig            | Ski Nordisch      | Albertville 1992 - Gold: Langlauf 5 km, Silber: Langlauf 15 km | 1 | 1 | 0 | 2      |
| Mikko Ronkainen         | Freestyle-Skiing  | Turin 2006 - Silber: Buckelpiste | 0 | 1 | 0 | 1      |
| Riitta-Liisa Roponen    | Ski Nordisch      | Vancouver 2010 - Bronze: 4 × 5 km Staffel | 0 | 0 | 1 | 1      |
| Mauri Röppänen          | Biathlon          | Sapporo 1972 - Silber: 4 × 7,5-Kilometer-Staffellauf | 0 | 1 | 0 | 1      |
| Enni Rukajärvi          | Ski Nordisch      | Sotschi 2014 - Silber: Slopestyle Damen - Bronze: Slopestyle Damen | 0 | 1 | 1 | 2      |
| Eeva Ruoppa             | Ski Nordisch      | Squaw Valley 1960 - Bronze: Langlauf 3 × 5 km Staffel | 0 | 0 | 1 | 1      |
| Arto Ruotanen           | Eishockey         | Calgary 1988 - Silber: Männer | 0 | 1 | 0 | 1      |
| Reijo Ruotsalainen      | Eishockey         | Calgary 1988 - Silber: Männer | 0 | 1 | 0 | 1      |
| Jarkko Ruutu            | Eishockey         | Turin 2006 - Silber: Männer Vancouver 2010 - Bronze: Männer | 0 | 1 | 1 | 2      |
| Tuomo Ruutu             | Eishockey         | Vancouver 2010 - Bronze: Männer | 0 | 0 | 1 | 1      |
| Sauli Rytky             | Ski Nordisch      | St. Moritz 1948 - Silber: Langlauf 4 × 10 km | 0 | 1 | 0 | 1      |
| S ↑↑                    |                   | |   |   |   |        |
| Aino-Kaisa Saarinen     | Ski Nordisch      | Turin 2006 - Bronze: Langlauf Team-Sprint Vancouver 2010 - Bronze: 30 km Massenstart (klassisch), 4 × 5 km Staffel Sotschi 2014 - Silber: Teamsprint Damen, 4 × 5 km Staffel | 0 | 2 | 3 | 5      |
| Mari Saarinen           | Eishockey         | Vancouver 2010 - Bronze: Frauen | 0 | 0 | 1 | 1      |
| Simo Saarinen           | Eishockey         | Calgary 1988 - Silber: Männer | 0 | 1 | 0 | 1      |
| Veli Saarinen           | Ski Nordisch      | Lake Placid 1932 - Gold: Langlauf 50 km, Bronze: Langlauf 18 km | 1 | 0 | 1 | 2      |
| Esko Saira              | Biathlon          | Sapporo 1972 - Silber: 4 × 7,5-Kilometer-Staffellauf Innsbruck 1976 - Silber: Staffel 4 × 7,5 km | 0 | 2 | 0 | 2      |
| Paivi Salo              | Eishockey         | Nagano 1998 - Bronze: Frauen | 0 | 0 | 1 | 1      |
| Sami Salo               | Eishockey         | Turin 2006 - Silber: Männer Vancouver 2010 - Bronze: Männer | 0 | 1 | 1 | 2      |
| Teemu Salo              | Curling           | Turin 2006 - Silber: Mannschaft | 0 | 1 | 0 | 1      |
| Toivo Salonen           | Eisschnelllauf    | Cortina d’Ampezzo 1956 - Bronze: 1500 m | 0 | 0 | 1 | 1      |
| Jaana Savolainen        | Ski Nordisch      | Calgary 1988 - Bronze: Langlauf 4 × 5 km Staffel | 0 | 0 | 1 | 1      |
| Teemu Selänne           | Eishockey         | Nagano 1998 - Bronze: Männer Turin 2006 - Silber: Männer Vancouver 2010 - Bronze: Männer | 0 | 1 | 2 | 3      |
| Maria Selin             | Eishockey         | Nagano 1998 - Bronze: Frauen | 0 | 0 | 1 | 1      |
| Lauri Silvennoinen      | Ski Nordisch      | St. Moritz 1948 - Silber: Langlauf 4 × 10 km | 0 | 1 | 0 | 1      |
| Saija Sirviö            | Eishockey         | Vancouver 2010 - Bronze: Frauen | 0 | 0 | 1 | 1      |
| Julius Skutnabb         | Eisschnelllauf    | Chamonix 1924 - Gold: 10.000 m, Silber: 5000 m, Bronze: Mehrkampf St. Moritz 1928 - Silber: 5000 m | 1 | 2 | 1 | 4      |
| Liisa-Maria Sneck       | Eishockey         | Nagano 1998 - Bronze: Frauen | 0 | 0 | 1 | 1      |
| Jani Soininen           | Ski Nordisch      | Nagano 1998 - Gold: Skisprung Normalschanze, Silber: Skisprung Großschanze | 1 | 1 | 0 | 2      |
| Pasi Sormunen           | Eishockey         | Lillehammer 1994 - Bronze: Männer | 0 | 0 | 1 | 1      |
| Mika Strömberg          | Eishockey         | Lillehammer 1994 - Bronze: Männer | 0 | 0 | 1 | 1      |
| Liisa Suihkonen         | Ski Nordisch      | Innsbruck 1976 - Silber: Langlauf 4 × 5 km Staffel | 0 | 1 | 0 | 1      |
| Kai Suikkanen           | Eishockey         | Calgary 1988 - Silber: Männer | 0 | 1 | 0 | 1      |
| Ari Sulander            | Eishockey         | Nagano 1998 - Bronze: Männer | 0 | 0 | 1 | 1      |
| Jani Sullanmaa          | Curling           | Turin 2006 - Silber: Mannschaft | 0 | 1 | 0 | 1      |
| Timo Susi               | Eishockey         | Calgary 1988 - Silber: Männer | 0 | 1 | 0 | 1      |
| Juhani Suutarinen       | Biathlon          | Sapporo 1972 - Silber: 4 × 7,5-Kilometer-Staffellauf Innsbruck 1976 - Silber: Staffel 4 × 7,5 km | 0 | 2 | 0 | 2      |
| T ↑↑                    |                   | |   |   |   |        |
| Hannu Taipale           | Ski Nordisch      | Grenoble 1968 - Bronze: Langlauf 4 × 10 km Staffel | 0 | 0 | 1 | 1      |
| Helena Takalo           | Ski Nordisch      | Sapporo 1972 - Silber: Langlauf 3 × 5 km Staffel Innsbruck 1976 - Gold: Langlauf 5 km, Silber: Langlauf 10 km, Langlauf 4 × 5 km Staffel Lake Placid 1980 - Bronze: Langlauf 10 km | 1 | 3 | 1 | 5      |
| Jaakko Tallus           | Ski Nordisch      | Salt Lake City 2002 - Gold: Nordische Kombination Mannschaft, Silber: Nordische Kombination Einzel Turin 2006 - Bronze: Nordische Kombination Mannschaft | 1 | 1 | 1 | 3      |
| Jukka Tammi             | Eishockey         | Calgary 1988 - Silber: Männer Lillehammer 1994 - Bronze: Männer Nagano 1998 - Bronze: Männer | 0 | 1 | 2 | 3      |
| Pertti Teurajärvi       | Ski Nordisch      | Innsbruck 1976 - Gold: Langlauf 4 × 10 km Staffel Lake Placid 1980 - Bronze: Langlauf 4 × 10 km Staffel | 1 | 0 | 1 | 2      |
| Clas Thunberg           | Eisschnelllauf    | Chamonix 1924 - Gold: 1500 m, 5000 m, Mehrkampf, Silber: 10.000 m, Bronze: 500 m St. Moritz 1928 - Gold: 500 m, 1500 m | 5 | 1 | 1 | 7      |
| Arto Tiainen            | Ski Nordisch      | Innsbruck 1964 - Silber: Langlauf 4 × 10 km Staffel, Bronze: Langlauf 50 km | 0 | 1 | 1 | 2      |
| Esa Tikkanen            | Eishockey         | Nagano 1998 - Bronze: Männer | 0 | 0 | 1 | 1      |
| Nina Tikkinen           | Eishockey         | Vancouver 2010 - Bronze: Frauen | 0 | 0 | 1 | 1      |
| Kimmo Timonen           | Eishockey         | Nagano 1998 - Bronze: Männer Turin 2006 - Silber: Männer Vancouver 2010 - Bronze: Männer | 0 | 1 | 2 | 3      |
| Jari Torkki             | Eishockey         | Calgary 1988 - Silber: Männer | 0 | 1 | 0 | 1      |
| Antti Törmänen          | Eishockey         | Nagano 1998 - Bronze: Männer | 0 | 0 | 1 | 1      |
| Jouko Törmänen          | Ski Nordisch      | Lake Placid 1980 - Gold: Skispringen Großschanze K120 | 1 | 0 | 0 | 1      |
| Minnamari Tuominen      | Eishockey         | Vancouver 2010 - Bronze: Frauen | 0 | 0 | 1 | 1      |
| Saara Tuominen          | Eishockey         | Vancouver 2010 - Bronze: Frauen | 0 | 0 | 1 | 1      |
| Pekka Tuomisto          | Eishockey         | Calgary 1988 - Silber: Männer | 0 | 1 | 0 | 1      |
| Antti Tyrväinen         | Biathlon          | Squaw Valley 1960 - Silber: Einzel 20 km | 0 | 1 | 0 | 1      |
| U ↑↑                    |                   | |   |   |   |        |
| Markku Uusipaavalniemi  | Curling           | Turin 2006 - Silber: Mannschaft | 0 | 1 | 0 | 1      |
| V ↑↑                    |                   | |   |   |   |        |
| Petra Vaarakallio       | Eishockey         | Nagano 1998 - Bronze: Frauen | 0 | 0 | 1 | 1      |
| Linda Välimäki          | Eishockey         | Vancouver 2010 - Bronze: Frauen | 0 | 0 | 1 | 1      |
| Anna Vanhatalo          | Eishockey         | Vancouver 2010 - Bronze: Frauen | 0 | 0 | 1 | 1      |
| Benjamin Vanninen       | Ski Nordisch      | St. Moritz 1948 - Bronze: Langlauf 50 km | 0 | 0 | 1 | 1      |
| Petri Varis             | Eishockey         | Lillehammer 1994 - Bronze: Männer | 0 | 0 | 1 | 1      |
| Arvo Viitanen           | Ski Nordisch      | Cortina d’Ampezzo 1956 - Silber: Langlauf 4 × 10 km Staffel | 0 | 1 | 0 | 1      |
| Hannu Virta             | Eishockey         | Lillehammer 1994 - Bronze: Männer | 0 | 0 | 1 | 1      |
| Jukka Virtanen          | Eishockey         | Calgary 1988 - Silber: Männer | 0 | 1 | 0 | 1      |
| Marjo Voutilainen       | Eishockey         | Vancouver 2010 - Bronze: Frauen | 0 | 0 | 1 | 1      |
| W ↑↑                    |                   | |   |   |   |        |
| Birger Wasenius         | Eisschnelllauf    | Garmisch-Partenkirchen 1936 - Silber: 5000 m, 10.000 m, Bronze: 1500 m | 0 | 2 | 1 | 3      |
| Lydia Wideman           | Ski Nordisch      | Oslo 1952 - Gold: Langlauf 10 km | 1 | 0 | 0 | 1      |
| Y ↑↑                    |                   | |   |   |   |        |
| Jukka Ylipulli          | Ski Nordisch      | Sarajevo 1984 - Bronze: Nordische Kombination | 0 | 0 | 1 | 1      |
| Tuomo Ylipulli          | Ski Nordisch      | Calgary 1988 - Gold: Skispringen Mannschaft | 1 | 0 | 0 | 1      |
| Juha Ylönen             | Eishockey         | Nagano 1998 - Bronze: Männer | 0 | 0 | 1 | 1      |

## Mannschaften
1. 1 2 3 4  Mannschaft: Risto Jussilainen, Matti Hautamäki, Veli-Matti Lindström und Janne Ahonen
2. 1 2 3 4  Mannschaft: Tami Kiuru, Janne Happonen, Janne Ahonen und Matti Hautamäki
3. 1 2 3 4 5 6 7 8 9 10 11 12 13 14 15 16 17 18 19 20 21 22 23  Mannschaft: Pasi Kuivalainen, Marko Kiprusoff, Vesa Hämäläinen, Timo Jutila, Pasi Sormunen, Janne Ojanen, Esa Keskinen, Saku Koivu, Janne Laukkanen, Marko Palo, Raimo Helminen, Mika Alatalo, Ville Peltonen, Jere Lehtinen, Hannu Virta, Sami Kapanen, Mika Strömberg, Tero Lehterä, Petri Varis, Jukka Tammi, Jarmo Myllys, Mika Nieminen, Mikko Mäkelä
4. 1 2 3 4  Staffel: Toimi Alatalo, Eero Mäntyranta, Väinö Huhtala und Veikko Hakulinen
5. 1 2 3 4 5 6 7 8 9 10 11 12 13 14 15 16 17 18 19 20 21 22 23  Mannschaft: Niklas Bäckström, Antero Niittymäki, Fredrik Norrena, Aki-Petteri Berg, Toni Lydman, Antti-Jussi Niemi, Petteri Nummelin, Teppo Numminen, Sami Salo, Kimmo Timonen, Niklas Hagman, Jussi Jokinen, Antti Laaksonen, Ville Nieminen, Ville Peltonen, Olli Jokinen, Niko Kapanen, Mikko Koivu, Saku Koivu, Jukka Hentunen, Jere Lehtinen, Jarkko Ruutu, Teemu Selänne
6. 1 2 3 4 5 6 7 8 9 10 11 12 13 14 15 16 17 18 19 20 21 22 23  Mannschaft: Niklas Bäckström, Valtteri Filppula, Niklas Hagman, Jarkko Immonen, Olli Jokinen, Niko Kapanen, Miikka Kiprusoff, Mikko Koivu, Saku Koivu, Lasse Kukkonen, Jere Lehtinen, Sami Lepistö, Toni Lydman, Antti Miettinen, Antero Niittymäki, Janne Niskala, Ville Peltonen, Joni Pitkänen, Jarkko Ruutu, Tuomo Ruutu, Sami Salo, Teemu Selänne, Kimmo Timonen
7. 1 2 3 4 5 6 7 8 9 10 11 12 13 14 15 16 17 18 19 20 21 22 23  Mannschaft: Ari Juhani Sulander, Jarmo Pentti Myllys, Jukka Tammi, Janne Kristian Laukkanen, Teppo Kalevi Numminen, Janne Henrik Niinimaa, Jyrki Olavi Lumme, Aki-Petteri Berg, Kimmo Samuel Timonen, Tuomas Oskar Grönman, Saku Antero Koivu, Jere Kalervo Lehtinen, Jari Pekka Kurri, Teemu Ilmari Selänne, Raimo Ilmari Helminen, Esa Kalervo Tikkanen, Juha Petteri Ylönen, Ville Sakari Peltonen, Sami Hannu Antero Kapanen, Juha Petteri Lind, Kimmo Taneli Rintanen, Mika Sakeri Nieminen, Antti Törmänen
8. 1 2 3 4 5 6 7 8 9 10 11 12 13 14 15 16 17 18 19 20 21 22  Jarmo Myllys, Jukka Tammi, Timo Blomqvist, Kari Eloranta, Jyrki Lumme, Jukka Virtanen, Arto Ruotanen, Reijo Ruotsalainen, Simo Saarinen, Kai Suikkanen, Raimo Helminen, Iiro Järvi, Esa Keskinen, Erkki Laine, Kari Laitinen, Erkki Lehtonen, Reijo Mikkolainen, Janne Ojanen, Timo Susi, Pekka Tuomisto, Teppo Numminen, Jari Torkki
9. 1 2 3 4  Mannschaft: August Eskelinen, Heikki Hirvonen, Martti Lappalainen und
10. 1 2 3 4 5 6 7 8 9 10 11 12 13 14 15 16 17 18 19 20  Mannschaft: Sari Fisk, Kirsi Hänninen, Satu Huotari, Marianne Ihalainen, Johanna Ikonen, Sari Krooks, Emma Laaksonen, Saana Lankosaari, Katia Lehto, Marika Lehtimäki, Riikka Nieminen, Marja-Helena Pälvilä, Tuula Puputti, Karoliina Rantamäki, Tiia-Riita Reima, Katja Riipi, Paivi Salo, Maria Selin, Liisa-Maria Sneck, Petra Vaarakallio
11. 1 2 3 4  Staffel: Henrik Flöjt, Esko Saira, Juhani Suutarinen und Heikki Ikola
12. 1 2 3 4  Staffel: August Kiuru, Jorma Kortelainen, Arvo Viitanen und Veikko Hakulinen
13. 1 2 3 4  Staffel: Heikki Hasu, Paavo Lonkila, Urpo Korhonen und Tapio Mäkelä
14. 1 2 3 4 5 6 7 8 9 10 11 12 13 14 15 16 17 18 19 20 21  Mannschaft: Anne Helin, Jenni Hiirikoski, Venla Hovi, Michelle Karvinen, Mira Kuisma, Emma Laaksonen, Rosa Lindstedt, Terhi Mertanen, Heidi Pelttari, Mariia Posa, Annina Rajahuhta, Karoliina Rantamäki, Noora Räty, Mari Saarinen, Saija Sirviö, Nina Tikkinen, Minnamari Tuominen, Saara Tuominen, Linda Välimäki, Anna Vanhatalo, Marjo Voutilainen
15. 1 2 3  Staffel Frauen: Sirkka Polkunen, Mirja Hietamies und Siiri Rantanen
16. 1 2 3 4  Staffel: Väinö Huhtala, Arto Tiainen, Kalevi Laurila und Eero Mäntyranta
17. 1 2 3 4  Staffel: Marja-Liisa Hämäläinen, Pirkko Määttä, Eija Hyytiainen und Marjo Matikainen
18. 1 2 3 4  Staffel: Esko Saira, Juhani Suutarinen, Heikki Ikola und Mauri Röppänen
19. 1 2 3 4  Staffel: Mika Kuusisto, Harri Kirvesniemi, Jari Räsänen und Jari Isometsä
20. 1 2 3 4  Staffel: Mika Myllyl, Harri Kirvesniemi, Jari Räsänen und Jari Isometsä
21. 1 2 3 4  Staffel: Harri Kirvesniemi, Mika Myllylä, Sami Repo und Jari Isometsä
22. 1 2 3 4  Mannschaft: Sulo Nurmela, Klaes Karppinen, Matti Lähde und Kalle Jalkanen
23. 1 2 3  Staffel: Helena Takalo, Hilkka Riihivuori und Marjatta Kajosmaa
24. 1 2 3 4  Helena Takalo, Liisa Suikhonen, Marjatta Kajosmaa und Hilkka Riihivuori
25. 1 2 3 4  Staffel: Kari Ristanen, Juha Mieto, Harri Kirvesniemi und Aki Karvonen
26. 1 2 3 4 5  Mannschaft: Markku Uusipaavalniemi, Wille Mäkelä, Kalle Kiiskinen, Teemu Salo und Jani Sullanma
27. 1 2 3 4  Staffel: Harri Kirvesniemi, Pertti Teurajärvi, Matti Pitkänen und Juha Mieto
28. 1 2 3 4  Staffel: Pirkko Määttä, Marja-Liisa Kirvesniemi, Marjo Matikainen und Jaana Savolainen
29. 1 2 3 4  Lauri Silvennoinen, Jari Laukkanen, Sauli Rytky und August Kiuru
30. 1 2 3 4  Staffel: Matti Pitkänen, Juha Mieto, Pertti Teurajärvi und Arto Koivisto
31. 1 2 3 4  Mannschaft: Antti Kuisma, Anssi Koivuranta, Jaakko Tallus und Hannu Manninen
32. 1 2  Team: Aino-Kaisa Saarinen und Virpi Kuitunen
33. 1 2 3 4  Staffel: Virpi Kuitunen, Pirjo Muranen, Riitta-Liisa Roponen, Aino-Kaisa Saarinen
34. 1 2 3 4  Mannschaft: Ari-Pekka Nikkola, Mika Laitinen, Risto Laakkonen und Toni Nieminen
35. 1 2 3 4  Mannschaft: Samppa Lajunen, Jari Mantila, Tapio Nurmela und Hannu Manninen
36. 1 2 3 4  Mannschaft: Samppa Lajunen, Jari Mantila, Jaakko Tallus und Hannu Manninen
37. 1 2 3 4  Staffel: Kalevi Oikarainen, Hannu Taipale, Kalevi Laurila und Eero Mäntyranta
38. 1 2 3  Staffel: Mirja Lehtonen, Senja Pusula und Toini Pöysti
39. 1 2 3 4  Mannschaft: Matti Nykänen, Ari-Pekka Nikkola, Tuomo Ylipulli und Jari Puikkonen
40. 1 2 3  Staffel: Siiri Rantanen, Eeva Ruoppa und Toini Pöysti